# Anderson Ordóñez
Anderson Rafael Ordóñez Valdéz (Guayaquil, 29 gennaio 1994) è un calciatore ecuadoriano, difensore svincolato.

## Caratteristiche tecniche
È un difensore centrale.

## Carriera

### Club
Cresciuto nelle giovanili del Barcelona SC, ha esordito il 5 agosto 2012 in un match pareggiato 2-2 contro l'LDU Quito.

### Nazionale
Con la nazionale Under-20 ecuadoriana ha preso parte al campionato sudamericano Under-20 2013.

## Statistiche

### Presenze e reti nei club
Statistiche aggiornate al 7 luglio 2017.
| Stagione             | Squadra               | Campionato           | Campionato | Campionato | Coppe nazionali | Coppe nazionali | Coppe nazionali | Coppe continentali | Coppe continentali | Coppe continentali | Altre coppe | Altre coppe | Altre coppe | Totale | Totale | Totale |
| Stagione             | Squadra               | Comp                 | Pres       | Reti       | Comp            | Pres            | Reti            | Comp               | Pres               | Reti               | Comp        | Pres        | Reti        | Pres   | Reti   |        |
| -------------------- | --------------------- | -------------------- | ---------- | ---------- | --------------- | --------------- | --------------- | ------------------ | ------------------ | ------------------ | ----------- | ----------- | ----------- | ------ | ------ | ------ |
| 2012                 | Barcelona SC          | A                    | 1          | 0          |                 | -               | -               | CS                 | 0                  | 0                  |             | -           | -           | 1      | 0      |        |
| 2013                 | Barcelona SC          | A                    | 7          | 0          |                 | -               | -               | CL+CS              | 1+2                | 0                  |             | -           | -           | 10     | 0      |        |
| 2014                 | Barcelona SC          | A                    | 2          | 0          |                 | -               | -               | CS                 | 0                  | 0                  |             | -           | -           | 2      | 0      |        |
| 2015                 | El Nacional           | A                    | 23         | 3          |                 | -               | -               |                    | -                  | -                  |             | -           | -           | 23     | 3      |        |
| 2016                 | Barcelona SC          | A                    | 22         | 1          |                 | -               | -               | CS                 | 2                  | 0                  |             | -           | -           | 24     | 1      |        |
| Totale Barcellona SC | Totale Barcellona SC  | Totale Barcellona SC | 32         | 1          |                 | -               | -               |                    | 5                  | 0                  |             | -           | -           | 37     | 1      |        |
| gen.-giu. 2017       | Eintracht Francoforte | 1B                   | 4          | 0          | CG              | 0               | 0               |                    | -                  | -                  |             | -           | -           | 4      | 0      |        |
| Totale carriera      | Totale carriera       | Totale carriera      | 59         | 4          |                 | 0               | 0               |                    | 5                  | 0                  |             | -           | -           | 64     | 4      |        |

## Palmarès
- Campionato ecuadoriano: 3

Barcelona SC: 2012, 2016
LDU Quito: 2018
- Copa Ecuador: 1

LDU Quito: 2019
- Supercoppa ecuadoriana: 2

LDU Quito: 2020, 2021